# William Moerner
William Esco Moerner (ur. 24 czerwca 1953 w Pleasanton) – amerykański fizyk i chemik, laureat Nagrody Nobla w dziedzinie chemii za rok 2014.

## Życiorys
Studiował na Uniwersytecie Waszyngtońskim w St. Louis, uzyskał tam stopnie B.Sc w dziedzinie fizyki i elektrotechniki, a także A.B. w dziedzinie matematyki. Edukację kontynuował na Cornell University, gdzie uzyskał stopień magistra w 1978, a doktora w 1982 roku.
Jest profesorem na Stanford University, gdzie zajmuje się spektroskopią pozwalającą na obserwację pojedynczych molekuł.

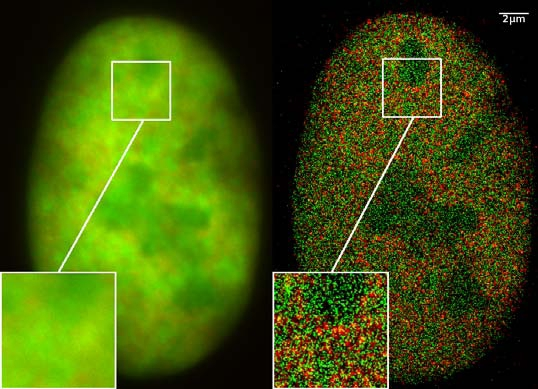
Porównanie obrazu jądra komórki z mikroskopu fluorescencyjnego zwykłego (po lewej) i wysokiej rozdzielczości (po prawej)

W 2008 roku otrzymał Nagrodę Wolfa w dziedzinie chemii.  W 2014 r. został wraz z Erikiem Betzigiem i Stefanem Hellem wyróżniony Nagrodą Nobla z chemii za rozwój mikroskopii fluorescencyjnej wysokiej rozdzielczości.